# درون‌آمیزی (ئی‌پی)
درون‌آمیزی (به انگلیسی: Inbred) سومین آلبوم چندآهنگه از خواننده-ترانه‌پرداز آمریکایی اتل کین می‌باشد که در ۲۳ آوریل سال ۲۰۲۱ از سوی ناشر موسیقی وی که داترز او کین نام دارد، منتشر گردید.